# Orion (opéra)
Pour les articles homonymes, voir Orion.
Personnages
Personnages principaux de la tragédie :
- Orion, Fils de Neptune (Haute-contre)
- Alphise, Nymphe de Diane (Dessus)
- Diane, Déesse de la chasse (Dessus)
- Pallante, Roi des Scythes (Basse-taille)

Airs
Quelques grands airs notables de l’œuvre :
- Air d'Orion « Amour, si la Beauté » - Acte I
- Air d'une Thébaine « Battez Tambours » - Acte I
- Air d'Alphise « Qu'ai j'entendu ? » - Acte III
- Air de Diane « Vas-tu m'abandonner » - Acte III
- Air d'un Scythe « Dans nos Climats » - Acte III
- Air d'Orion « Que tu me fais souffrir » - Acte IV
- Air de Diane « Amour, redoutable vainqueur » - Acte V
- Air d'Alphise « Triomphez puissante Déesse » - Acte V

Orion est une tragédie en musique composée par Louis de La Coste, « Maître de Musique de l'Académie royale » sur un livret de Joseph de Lafont et de l'Abbé Simon-Joseph Pellegrin. Elle fut représentée pour la première fois le 19 février 1728 et fut jouée une dernière fois le 12 mars audit an. La partition réduite est imprimée à l'origine en format in quarto chez Christophe Ballard. Orion n'a reçu qu'un succès modeste et de nos jours n’a pas encore été repris. Cependant, des extraits ont déjà été joués par l'ensemble Fuoco e Cenere.
Le livret Hypermnestre de Lafont connut un brillant succès en 1716 avec la musique de Charles-Hubert Gervais. Pellegrin se fit remarquer en 1713 avec la tragédie lyrique Médée & Jason (musique de Joseph-François Salomon), mais ses succès les plus éclatants auront été Jephté en 1732 (musique de Michel Pignolet de Montéclair) et Hippolyte & Aricie en 1733 (musique de Jean-Philippe Rameau). Lafont, mort en 1725, laissa Orion inachevé et Pellegrin le compléta. Il s'agit de la deuxième et dernière collaboration entre Lacoste et Pellegrin, la première étant Télégone (1725).

## Mythologie

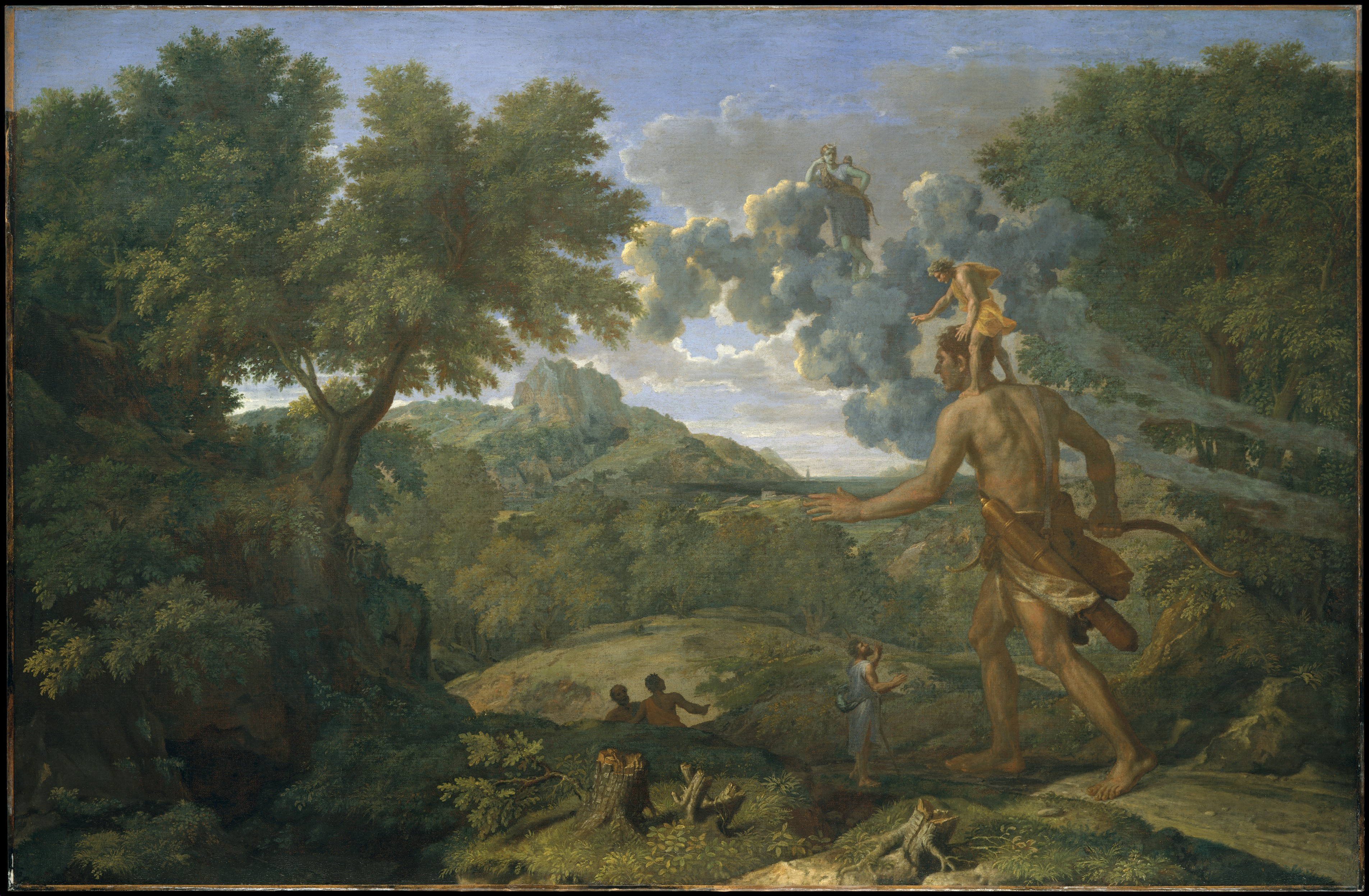
Paysage avec Orion aveugle cherchant le soleil (1658), huile sur toile de Nicolas Poussin, Metropolitan Museum of Art, New York.

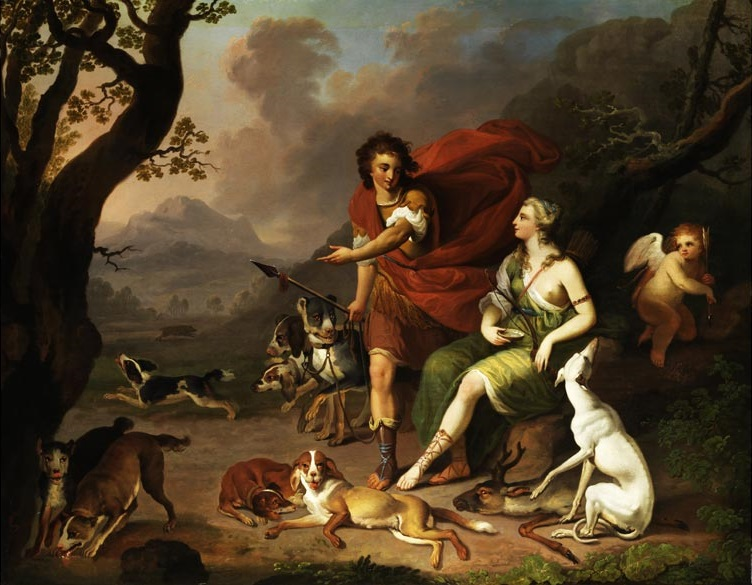
Diana und Orion, huile sur toile de l'entourage de Johann Heinrich Tischbein, Cassel, date incertaine (après 1762).

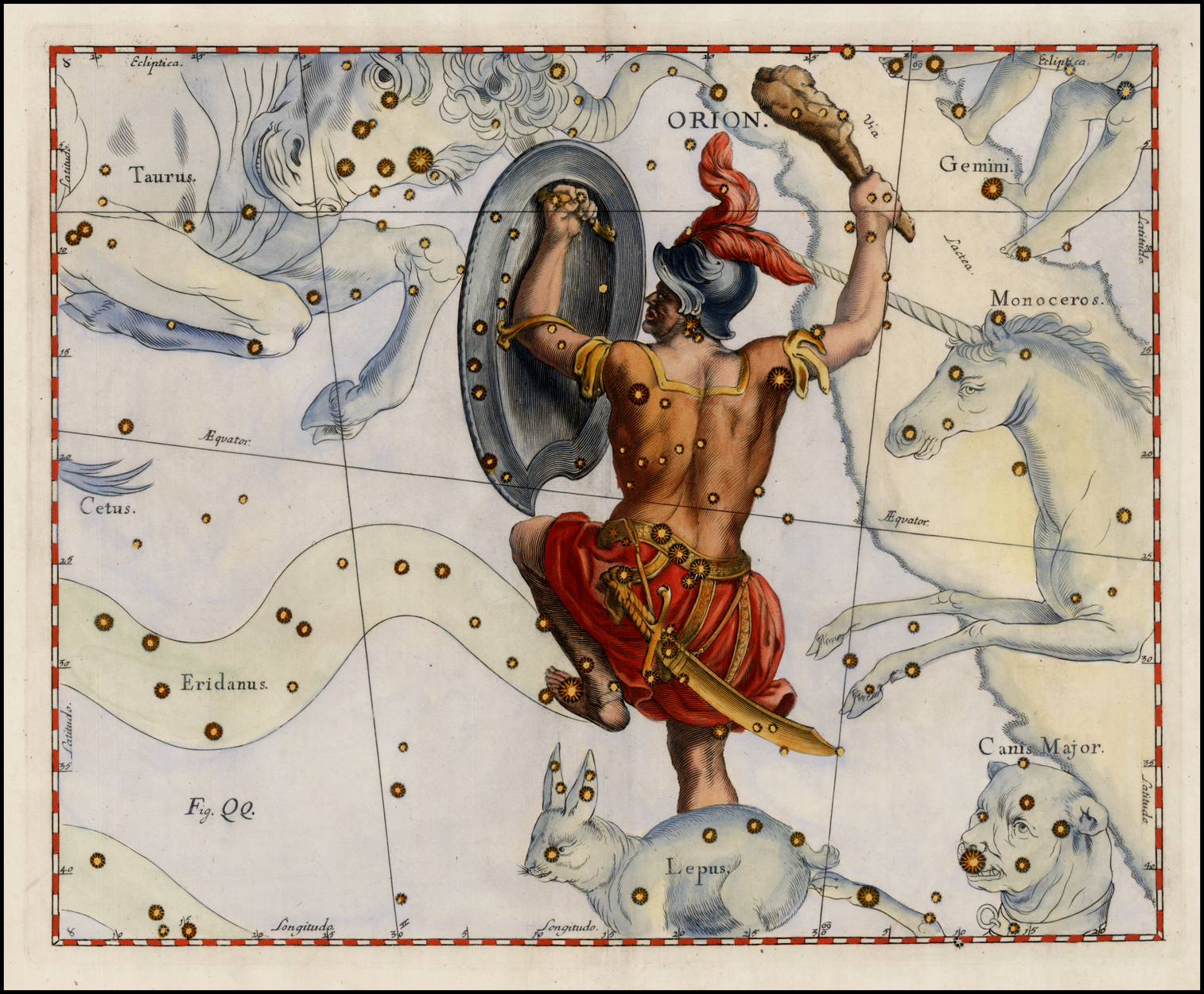
Illustration de la constellation d'Orion, extrait de lUranographia (1687) de Johannes Hevelius.

L'intrigue est fondée sur le mythe antique d'Orion. Fils de Neptune et d'Euryale, une des filles de Minos, Orion était né en Béotie. Ce géant d’une grande beauté était à l'île de Chios, lorsqu'il tomba amoureux de Mérope, fille d'Œnopion. Ce roi la lui promit à condition qu'il le débarrassât des faunes de l'île. Orion accomplit l'ordre mais le roi renia sa promesse. Ainsi, il essaya un soir de violer Mérope. Pour le punir, Œnopion l'aveugla. Ce n'est qu'avec l'aide du forgeron Cédalion qu'Orion regagna sa vue en marchant vers la direction du Soleil.
La déesse Diane arriva à convaincre Orion de devenir son partenaire de chasse. Apollon, craignant que sa chaste sœur ne tombât amoureuse d'Orion, envoya un scorpion monstrueux pour l'affronter. Orion plongea dans la mer pour regagner Délos. Apollon désigna le chasseur qui marchait sous l'eau comme Candaon, un vilain qui avait séduit Opis, une nymphe hyperboréenne de Diane. Ne sachant pas qu'Orion se surnommait Candaon en Béotie, Diane le tua avec sa flèche.
Lorsqu'elle se rendit compte de son erreur, Diane implora les Dieux de ressusciter Orion. Jupiter, insensible à ce vœu, foudroya le chasseur avant qu'il pût revoir le jour. Ainsi, Orion fut placé entre les astres comme constellation. D'autres versions du mythe rapportent qu'il fut tué par Diane pour avoir osé l'aimer, ou pour avoir essayé de violer Opis.
Avant l'Orion de Lacoste, ce sujet avait été déjà abordé dans le genre d'opéra avec le dramma per musica L'Orione (1653) de Francesco Cavalli, l'opéra Orion (1697) de Christian Ludwig Boxberg et un autre Orion (1713) de Gottfried Heinrich Stölzel.

## Distribution complète

### Solistes

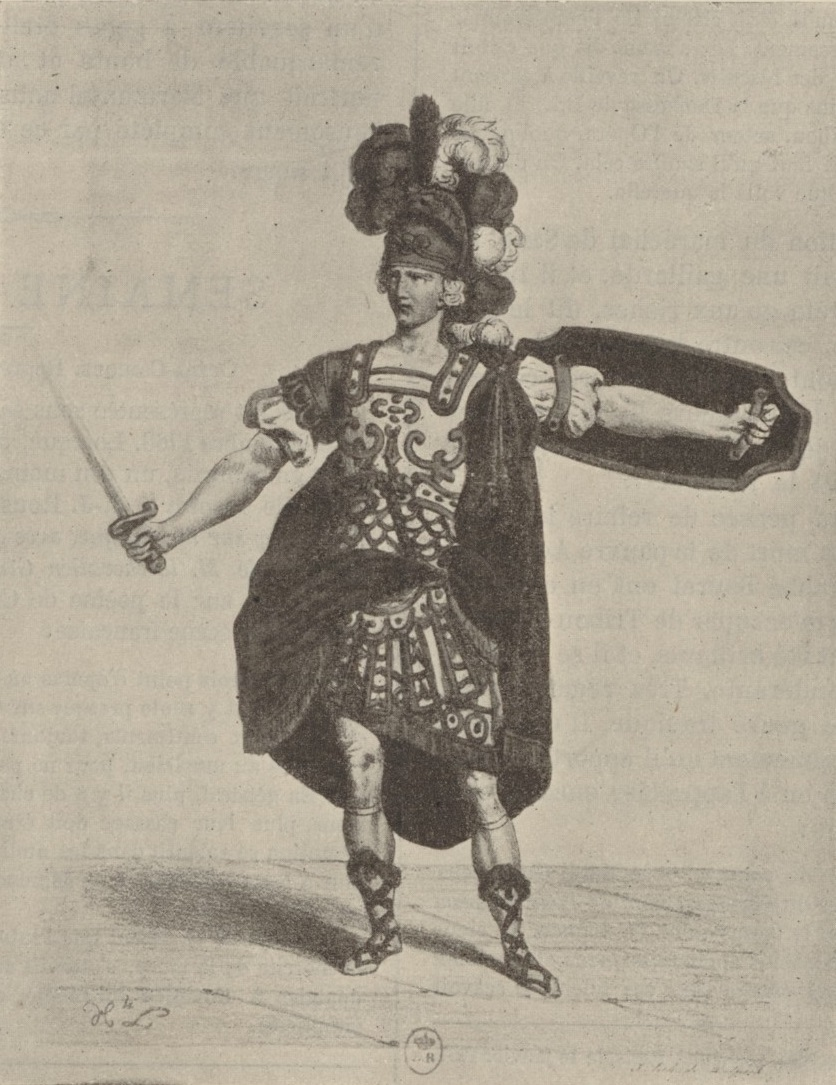
Denis-François Tribou incarnant Castor dans l'opéra Castor & Pollux (1737) de Jean-Philippe Rameau, gravure d'un dessin ou d'une lithographie de « H.te L. » (avant 1904)

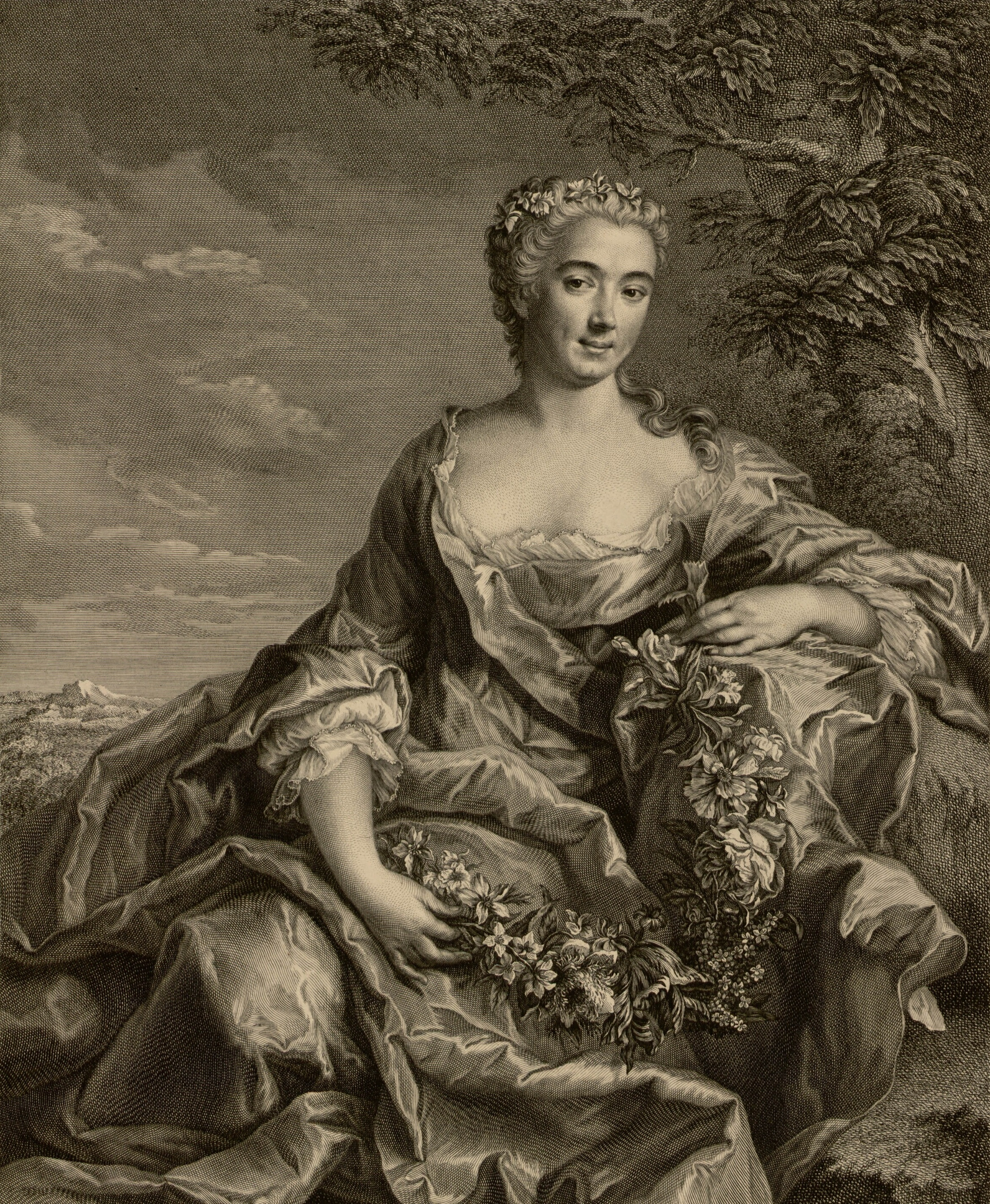
Marie Pélissier, gravure de Jean Daullé d'un portrait peint par Hubert Drouais, XVIIIe siècle

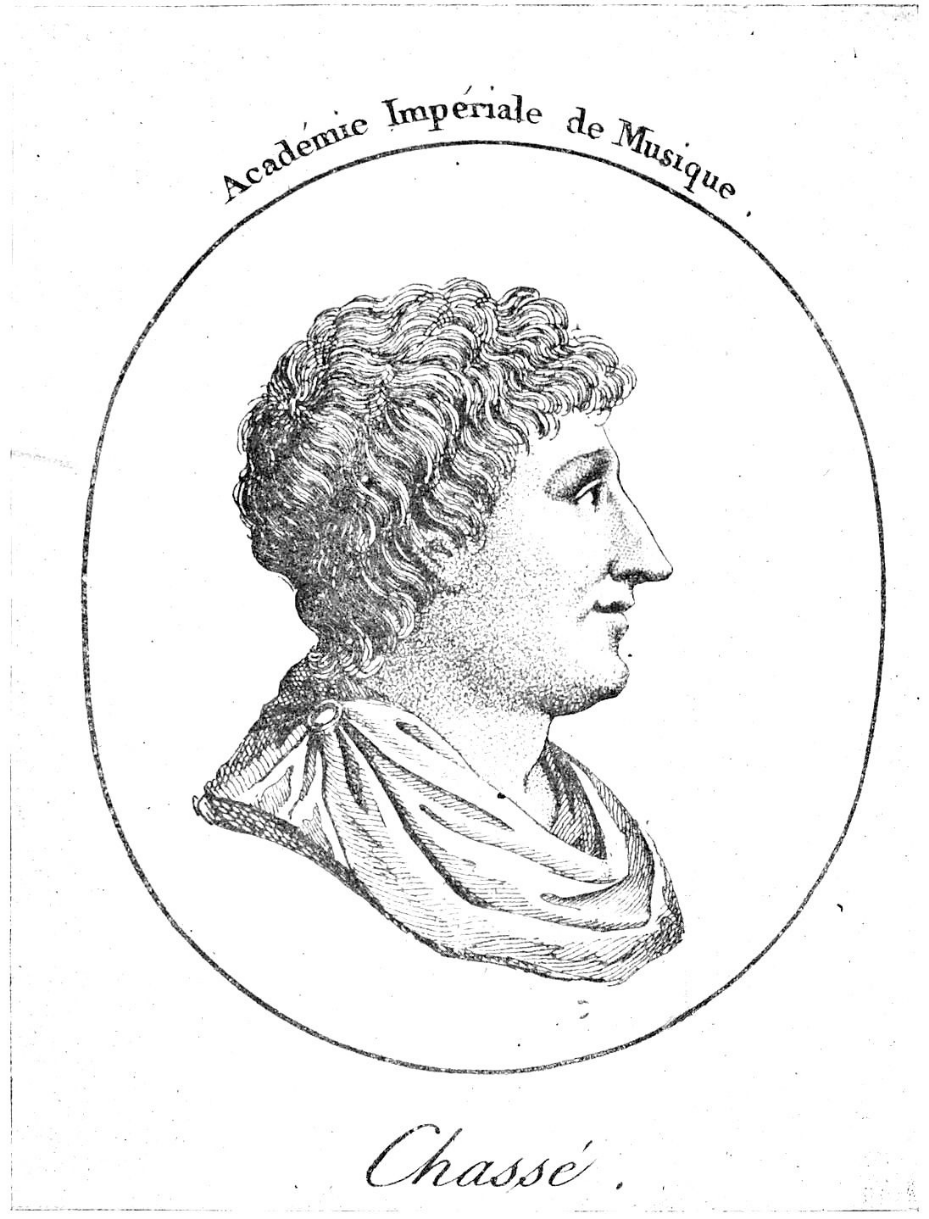
Claude-Louis-Dominique de Chassé de Chinais, portrait publié dans la Galerie dramatique (1809) de Jacques Grasset de Saint-Sauveur

| Personnages                              | Tessitures                        | Création, 19 février 1728                   |
| ---------------------------------------- | --------------------------------- | ------------------------------------------- |
| PERSONNAGES DU PROLOGUE                  |                                   |                                             |
| Vénus                                    | Dessus (Soprano)                  | Julie Eeremans                              |
| Jupiter                                  | Basse-taille (Basse)              | Claude-Louis-Dominique de Chassé de Chinais |
| Minerve                                  | Dessus                            | Françoise Antier                            |
| L'Amour                                  | Dessus                            | Anne Le Breton Demonville de Julie          |
| Une Suivante de Minerve                  | Dessus                            | Anne Mignier                                |
| ACTEURS DE LA TRAGÉDIE                   |                                   |                                             |
| Diane                                    | Dessus                            | Marie Antier                                |
| Orion, Fils de Neptune                   | Haute-contre (Ténor à voix mixte) | Denis-François Tribou                       |
| Pallante, Roy des Scythes                | Basse-taille                      | Claude-Louis-Dominique de Chassé de Chinais |
| Alphise, Fille de Borée; Nymphe de Diane | Dessus                            | Marie Pélissier                             |
| Palémon, Confident d'Orion               | Basse-taille                      | Jean II Dun                                 |
| Une Thébaine                             | Dessus                            | Julie Eeremans                              |
| Deux Nymphes de Diane                    | Dessus                            | Mlle Petitpas, Anne Mignier                 |
| Un Scythe                                | Basse-taille                      | Jean II Dun                                 |
| L'Aurore                                 | Dessus                            | Mlle Dun                                    |
| Phosphore (Éosphoros)                    | Dessus                            | [ 22 ]                                      |
| Memnon (L'Oracle)                        | Basse-taille                      | [ 24 ]                                      |
| L'Hymen                                  | Dessus                            | [ 25 ]                                      |

### Chœur
| PROLOGUE |                                                                                          | |
| Troupe de Dieux, de Héros, les Arts, les Amours, les Jeux, les Plaisirs, les Grâces, Chœur de Nymphes de Diane derrière le théâtre |                                                                                          | |
| TRAGÉDIE |                                                                                          | |
| Troupe de Guerriers Thébains, de Nymphes de Diane, de Scythes, de Nymphes, de Bergers, de Thébains & de Thébaines                  |                                                                                          | |
| Pupitre | Côté du Roy                                                                              | Côté de la Reine                                                                                        |
| Basse-taille | Jean I Dun, Jacques Brémont, François Flamand                                            | René-Jacques Lemire, Gérard Morand, Jacques Saint-Martin, Justin Destouches Dubourg                     |
| Taille (Ténor grave) | Levasseur (?), Oudart Duplessis, Combeau                                                 | Duchesne, Germain Houbeau                                                                               |
| Haute-contre | Jacques Deshayes, Jean-Baptiste Buseau, Dubrieul                                         | Bertin, Dautrep, Corail                                                                                 |
| Dessus | Souris-l’aînée, Julie, Dun, Souris-cadette, Dutillié, Anne-Marguerite-Marie de Kerkoffen | Françoise Antier, Claude Laroche, Marguerite Tettelette, Charlard, Petitpas, Marie-Claude-Nicole Cartou |

### Acteurs dansants
| Personnages                   | Création, 19 février 1728 |
| ----------------------------- | --- |
| DIVERTISSEMENT DU PROLOGUE    | |
| Grâces                        | Marie-Madeleine Ménès, Mlle Duval, Jeanne-Éléonore Tiber, Marie Durocher |
| Plaisirs                      | François-Louis Maltair, Mr Savar, Mr Tabary, Mlle Binet, Mlle la Martinière |
| Jeux                          | Antoine-François Botot Dangeville, Claude Javilliers, Mlle de Lisle, Anne-Catherine Cupis de Camargo |
| DIVERTISSEMENT DE LA TRAGÉDIE | |
| PREMIER ACTE                  | |
| Thébains                      | David Dumoulin, Henri-Nicolas Dumoulin, Mr Savar, Mr Tabary, Henry-François Pieret, Antoine Bandieri de Laval, François-Louis Maltair |
| Thébaines                     | Mlle de Lisle, Marie-Antoinette Petit, Jeanne-Éléonore Tiber, Anne Lemaire, Mlle Verdun |
| DEUXIÈME ACTE                 | |
| Nymphes                       | Françoise Prévost, Mlle de Lisle, Mlle Duval, Marie-Antoinette Petit, Jeanne-Éléonore Tiber, Marie Durocher, Mlle Binet, Mlle la Martinière |
| TROISIÈME ACTE                | |
| Scythes                       | Michel Blondy, Antoine Bandieri de Laval, Marie-Anne de Camargo, Henri-Nicolas Dumoulin, Mr Savar, Henry-François Pieret, Pierre Dumoulin, Antoine-François Botot Dangeville, Ferdinand-Joseph Cupis de Camargo, Marie-Antoinette Petit, Marie Sallé, Jeanne-Éléonore Tiber, Marie Durocher, Mlle Binet, Mlle la Martinière |
| QUATRIÈME ACTE                | |
| Bergers                       | François Dumoulin, Pierre Dumoulin, Mr Picar, Antoine-François Botot Dangeville, François-Antoine Maltair, François-Louis Maltair |
| Nymphes                       | Marie-Anne de Camargo, Marie-Antoinette Petit, Marie Sallé, Jeanne-Éléonore Tiber, Marie Durocher, Mlle Binet, Mlle la Martinière |
| CINQUIÈME ACTE                | |
| Thébains, Nymphes             | S/O |

## Argument

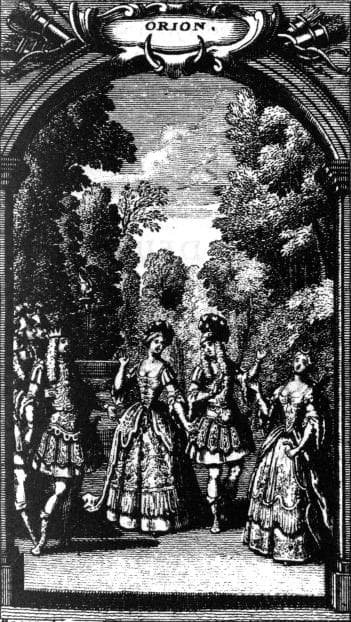
Frontispice du livret, dessiné par Robert Bonnart et gravé par Jean-Baptiste Scotin. Au premier plan, de gauche à droite: Pallante, Alphise, Orion, Diane

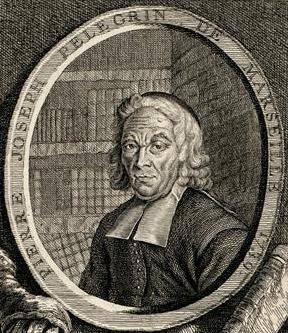
Portrait gravé de l'abbé Simon-Joseph Pellegrin, qui a achevé le livret de Joseph de Lafont, 1739

Joseph de La Font laissa le livret inachevé avec ses trois premiers actes, auquel Simon-Joseph Pellegrin ajouta le prologue et les deux derniers actes. Lafont fait du chasseur Orion un suivant de Diane, banni de la présence de la déesse après l'avoir offensée avec son amour. Il fut exonéré en sauvant Alphise (nommée « Opis » dans la mythologie), une nymphe de Diane. Orion et Alphise s'aiment mais Diane, cette fois éprise d'Orion, est contraire à leur union.

### Prologue
Le Théâtre représente les avenues de Cythère, où les Arts achèvent d'élever un Trône pour l'Amour
Vénus fait appel aux Amours, aux Plaisirs, aux Grâces et aux Arts d'honorer Cupidon (« Hâtez-vous, préparez ces lieux ») (1). D'autres divinités descendent, divertissement pour Jupiter et Cupidon (2). Minerve approuve que ses suivants soient soumis à l'Amour. Derrière le théâtre, les suivants de Diane déclarent la guerre contre l'Amour. Vénus et son fils jurent alors vengeance contre Diane (« Que ce superbe cœur... ») (3).

### Acte I
Le Théâtre représente une Campagne, couverte de Fleurs; on y voit la Statue de Memnon, tournée vers l'Orient; L'on découvre la ville de Thèbes. Orion est couché sur un lit de verdure dans l'équipage d'un Chasseur, son Arc & ses Flèches à ses pieds.
Palémon découvre Orion agité par un songe. Orion lui raconte qu'il a vu dans son rêve sa nymphe bien-aimée menacée par Diane (« Je goûtais le repos... ») (1). Pallante, venu de la Scythie, entre et déclare à Orion qu'il est amoureux d'une nymphe de Diane et que la déesse, contrainte par le destin, doit en ce jour accorder à ses nymphes l'occasion de choisir un époux. Orion lui raconte son songe et lui informe que la statue de Memnon, fils de l'Aurore, animé par le retour de sa mère, va éclairer leur sort (2). Phosphore vient avec des Thébains et leur demande de rendre hommage à Memnon (« Joignez les Tambours »), divertissement (3). L'Aurore descend et fait appel à l'oracle de son fils (4). Celui-ci apprend à Orion et à Pallante que l'un d'eux va jouir d'une gloire immortelle et que l'autre va périr (5).

### Acte II
Le Théâtre représente une Forêt.
Orion éprouve son horreur et son déchirement face à l'oracle de Memnon et au songe qu'il a fait (« Pourquoi, faut-il, hélas !... »). Les cors sonnent l'approche de Diane (1). Orion aperçoit Alphise, la nymphe qu'il a vue dans son rêve. Elle cherche Diane avec qui elle chasse un monstre. Ce dernier apparaît et attaque Alphise mais Orion le tue. Il déclare son amour pour Alphise mais celle-ci le rejette (2). Diane vient et découvre qu'Orion a sauvé Alphise. Après que la nymphe est partie, Diane le remercie et l'invite à célébrer son triomphe (« J'ai triomphé d'un Monstre affreux »), divertissement (3). Pallante est aperçu par Diane. Orion le protège en expliquant qu'il est venu chercher la nymphe qu'il adore. Pallante confesse alors à Diane qu'il aimerait avoir l'amour d'Alphise. Orion est frappé par cet aveu alors que Diane consent à cette demande (4).

### Acte III
Le Théâtre représente l'embouchure du Nil : ce Fleuve est environné de Rochers.
Alphise, qui croit que Diane dédaigne toujours Orion, éprouve l'amour pour ce dernier malgré son devoir de nymphe (« Qu'ai-je entendu ?... ») (1). Orion arrive et lui annonce que Pallante l’aime. La nymphe lui rappelle son ancien amour pour Diane et doute qu’Orion puisse l’aimer. Elle cède enfin et lui confesse son amour mutuel. Orion assure que Diane sera favorable à leur union (2). Alphise sort. Orion, déchiré entre l'amitié et l'amour, décide alors de trahir Pallante. (3). Sortie d'Orion et entrée de Diane. La déesse troublée se sent soumise aux pouvoirs de l'Amour (« Vas-tu m'abandonner... ») (4). Alphise entre. Diane avoue à la nymphe qu'elle est amoureuse d'un mortel et lui dit qu'Orion lui avait parlé de son amour pour une autre, auquel elle est favorable. Alphise, croyant que Diane voudrait lui accorder Orion, accepte cet époux. Elle est frappée par la surprise lorsqu'elle apprend qu'il s'agit de Pallante (5). Laissée seule, Alphise ne doute pas que le mortel que Diane aime est Orion et se plaint (« Objet de tous mes vœux... ») (6). Pallante arrive et fait la cour à la nymphe (7). Divertissement des Scythes pour Alphise. Alphise sort pour rejoindre Diane. Pallante lui annonce qu'une fête se prépare pour leur union (8).

### Acte IV
Le Théâtre représente le Temple de Diane : On y voit les attributs de cette Déesse & ceux de l'Amour, confondus ensemble : un Trône est élevé au milieu.
Orion regrette d'avoir donné les avances à Pallante, tandis qu'il prépare l'hyménée de son rival avec Alphise (« Que tu me fais souffrir... ») (1). Entrée d'Alphise, elle lui apprend que Diane l'aime. Orion confesse à son amante d'avoir soutenu l’amour de Pallante. Les deux amants espèrent que l'Amour va seconder leur union interdite (« Vole, Amour, viens nous secourir ») (2). Alphise sort. Diane entre et annonce qu'elle n'est plus opposée à l'amour qu'Orion a éprouvé pour elle auparavant. Il feint de ne pas la comprendre. Outragée, elle lui ordonne de sortir en cachant son mécontentement (3). Seule, Diane se plaint de l'indifférence d'Orion et soupçonne qu'elle ait une rivale (« Fatal Auteur de mes alarmes ») (4). Pallante, Orion, des bergers et les nymphes entrent et célèbrent la fête nuptiale organisée par Diane, divertissement. Alphise refuse d'épouser Pallante en disant qu'elle souhaite rester auprès de la déesse. Diane ordonne à tous de sortir mais retient Alphise (5). Elle n'est pas dupée et révèle à la nymphe qu'elle connaît son amour avec Orion par les regards qu'ils ont échangés pendant la fête. Alors, elle ordonne Alphise d'épouser Pallante ou d'être sacrifiée (« Tremblez, l'Amour jaloux... ») (6).

### Acte V
Le Théâtre dans l'Acte suivant, représente la Partie intérieure du Temple de Diane. On y voit un Autel dressé, sur lequel on a mis d'un côté, le flambeau de l'Hymen; & de l'autre, un couteau mortel.
Diane déclare sa vengeance contre l’Amour et ne laisse la place qu'à la Haine dans son cœur (« Amour, redoutable vainqueur ») (1). Orion découvre l'autel pour le sacrifice d'Alphise. Diane jure de la faire périr et Orion jure de braver la déesse pour sauver sa bien-aimée (2) (« Transports de haine & de rage »). Entrent Alphise et Pallante. Diane demande à la nymphe de faire son choix. Alphise décide de se poignarder mais Pallante lui arrache le couteau et se sacrifie lui-même (3). La déesse est horrifiée et touchée par la mort de Pallante et ainsi devient consciente de sa cruauté. Elle réunit Orion et Alphise et renonce à son amour (« L'Amour m'a soumise à sa loi »). Alphise honore la gloire de Diane et Orion ordonne aux Thébains de célébrer son triomphe, Diane et l'Amour (4). Divertissement des Thébains et des nymphes. Diane fait appel à l'Hymen de descendre (5). L'Hymen descend, on célèbre alors les noces d'Alphise et d'Orion et le couple est élevé dans le ciel comme constellation (6).

## Conditions de représentation & réception de l'œuvre
D’abord prévue pour le 17 février 1728, la première exécution de cette œuvre à l’Opéra se déroula le 19 février. Lors de la première, « l'Assemblée fut très-nombreuse & assez tumultueuse ». Le théâtre ne fut pas moins rempli lors des représentations qui suivirent. Néanmoins, elles furent plus tranquilles.
Orion fut retiré de l'affiche le 12 mars de la même année, après sa quatorzième représentation et fut remplacé par Bellérophon de Jean-Baptiste Lully. Antoine Ier évoqua l'insuccès d'Orion dans un billet adressé au marquis de Grimaldi: « Vous me faites un vrai plaisir de me dire que les acteurs de l’Opéra sont raccommodés, et qu'on va dédommager le public de la chute d'Orion par la représentation de Bellérophon, puisqu'il en faut toujours venir Lully en pareille occasion. »
Musique et livret
Certains morceaux furent applaudis comme le duo entre Orion et Alphise (« Vole, Amour, viens nous secourir », Acte IV, Scène 2) et celui entre Orion et Diane (« Transports de haine & de rage », Acte V, Scène 2), qui faisait « la plus grande beauté » de la scène. La scène 5 de l'acte III dans laquelle Diane découvre à Alphise qu'elle est amoureuse d'Orion parut comme « l'une des mieux écrites » du livret.
Le poème de Lafont et de Pellegrin connut un accueil partagé et deux camps opposants furent formés. Le débat tourna autour :
- Du brute caractère vengeur Diane à l'acte IV, critiqué d'un côté mais justifié chez l'autre par les maux de l'amour imposés sur elle par Cupidon.
- Du personnage de Pallante, jugé trop tendre et crédule pour un Scythe. Un autre public cependant trouve en lui un exemple de comment l'amour peut rendre docile un sauvage. Son espoir d'être aimé d'Alphise est aussi expliqué en suggérant que Diane lui avait peut-être assuré que sa nymphe l'aimait.

Décors et ballet
Les décors de l'acte III avaient beaucoup plu aux spectateurs : La cascade qui formait la chute du Nil était « très-ingénieusement inventée » et le ciel, peint entièrement manuellement par Giovanni Niccolò Servandoni, était fort applaudi. La décoration du temple de Diane servait déjà au palais de Ninus dans Pyrame et Thisbé de François Francœur et François Rebel. Elle fut « plus belle que jamais ».
Le ballet, composé par Louis Pécour (mort un an après la représentation d'Orion), fut très apprécié. On remarqua en particulier le pas de trois dansé par Marie-Anne de Camargo et ses deux collègues Michel Blondy et Antoine Bandieri de Laval dans l'acte III.

## Analyse littéraire

### Thématique

#### Une tradition durable

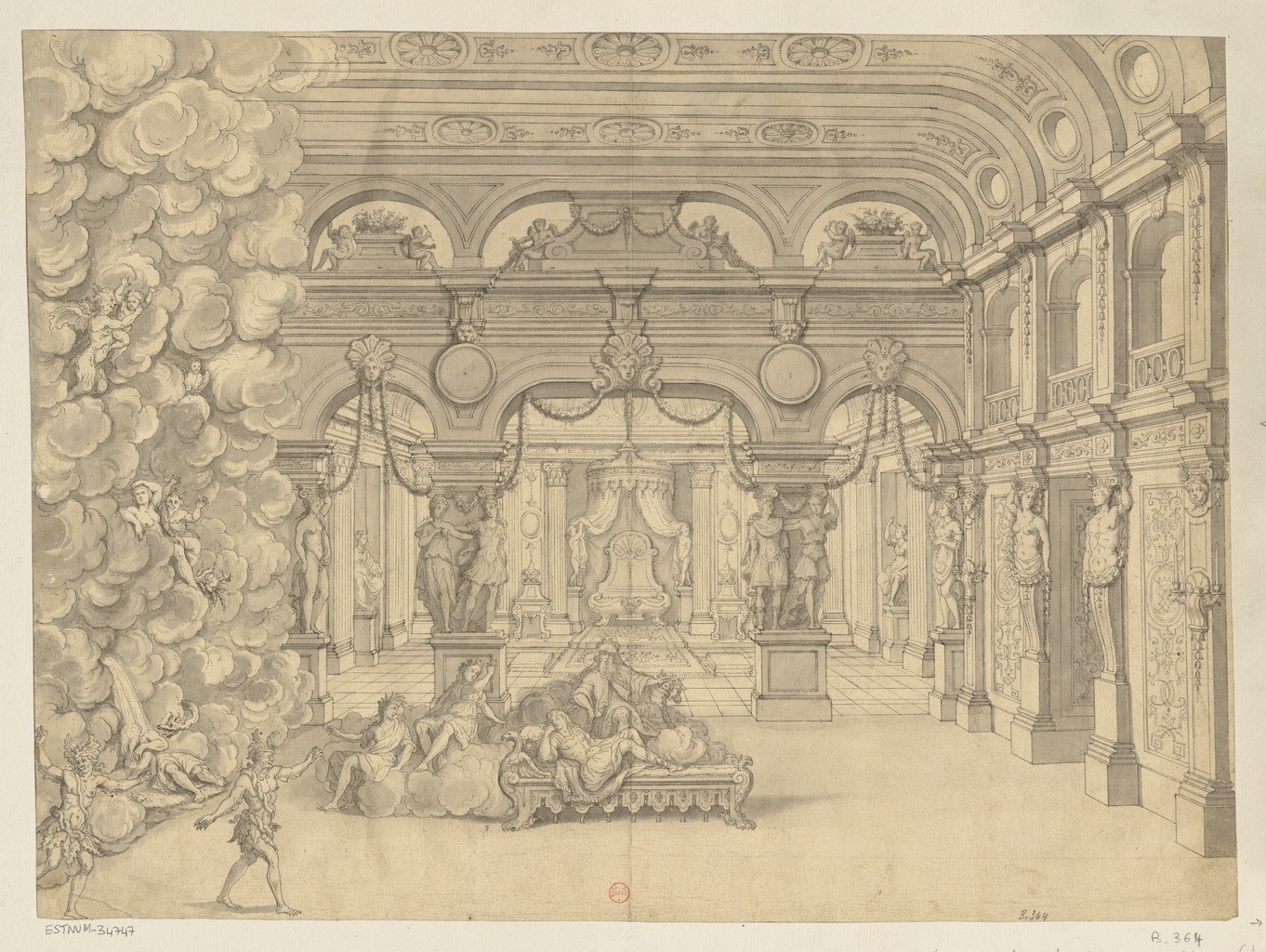
Songe dans Atys, dessin à la plume et lavis à l'encre de Chine de Jean Bérain-père, 1690

Le livret d'Orion comporte une intrigue typique au genre de la tragédie lyrique : 
Deux jeunes gens s'aiment (Orion et Alphise). Cependant, des rivaux amoureux font obstacles à leur union (Diane et Pallante), au moins un d'entre eux est l'antagoniste principal de l'œuvre. Ce schéma très général apparait avec netteté dès les premiers opéras de Lully, notamment : 
- Thésée (1675), paroles de Philippe Quinault
- Atys (1676), paroles de Philippe Quinault
- Bellérophon (1679), paroles de Thomas Corneille et Bernard Le Bouyer de Fontenelle

Il se maintient durablement dans le répertoire après la mort de Lully et Quinault, e.g. : 
- Vénus & Adonis (1697), paroles de Jean-Baptiste Rousseau
- Idoménée (1712), paroles d'Antoine Danchet
- Pirithoüs (1723), paroles de Jean-Louis Ignace de la Serre

On retrouve ainsi dans Orion des procédés récurrents dans des livrets antérieurs :
- Le sommeil, représenté ci-contre dans Atys (1676), aussi dans Circé (1694) ou Alcyone (1706)
- Le combat avec un monstre, aussi dans Cadmus & Hermione (1673) ou Manto la Fée (1711)

#### La comparaison avecAtys
Orion doit une grande partie de son influence littéraire à Atys. Il est même pertinent de dire que ses personnages principaux se calquent sur ceux de Quinault : 
- Orion/Atys, personnage titulaire, ami du roi :
- Pallante/Célénus, qui reçoit l'accord de la puissante déesse :
- Diane/Cybèle, d'épouser la jeune fille :
- Alphise/Sangaride, cependant amante secrète du confident de son époux destiné
- La déesse, autrefois fière et peu sensible à l'amour, s'éprit aussi du jeune homme, mais lorsqu’elle eut découvert que ses sentiments n'étaient pas partagés par l'objet de son amour, Diane décida de se venger sur sa rivale. Le Mercure de France releva même une comparaison entre Diane et les antagonistes des opéras antérieurs: Médée et Cybèle[49].

Malgré ces grandes similitudes, Orion peut être quand même distingué d'Atys par :
- La conduite de l'intrigue :

- Orion et Alphise, étrangers jusqu'à l'acte II, ne confirment leur amour mutuel qu'à l'acte III, alors qu'Atys et Sangaride, amis d'enfance, se confessent dès l'acte I.
- En sauvant Alphise, Orion, autrefois méprisé par Diane, se fit aimer par celle-ci. En revanche, Atys n'avais jamais aimé Cybèle, qui s'éprit de lui avant le début de l'opéra.
- Les noces qui constituent la fin heureuse d'Orion s'opposent à la fin sordide des deux amants dans Atys.
- La suppression des éléments caractéristiques des premières tragédies :

- Au lieu de faire l'éloge du régent, le prologue annonce le sujet du drame.
- Les confidents et les intrigues secondaires, vestiges de l'opéra vénitien, disparaissent ou sont réduits au profit de la trame de la tragédie.

### Mise en œuvre du mythe

#### Partagé entre deux registres
Selon le musicologue Cuthbert Girdlestone, la réception mitigée d'Orion revient à son livret dramatiquement peu cohérent: D’après lui, Simon-Joseph Pellegrin, qui ajoute le prologue et les actes IV et V pour compléter l'œuvre, réunit difficilement son style et sa conception du sujet avec ceux de Joseph de La Font. Pour cela, Girdlestone qualifie le sujet comme « sans intérêt » et la structure comme « très faible ». Le musicologue Thomas Leconte approfondit cette idée en qualifiant les trois premiers actes comme légers et plus convenables à une pastorale héroïque. Les derniers actes de Pellegrin, quant à eux, rehaussent la violence, où la perte inéluctable des jeunes amants se fait sentir.
Le registre pastoral
Le thème champêtre brilla dans le roman et la poésie des XVIe   et   XVIIIe siècles mais fut déjà présent dans la littérature médiévale (e.g. Le Jeu de Robin et Marion). On l'aborda dans les premiers ouvrages lyriques de Jean-Baptiste Lully, par des personnages secondaires. Il ne se tarda pas à s'illustrer entièrement dans la première pastorale héroïque Acis & Galatée (1687) de Lully. Le choix mythologique de Lafont fait que cet opéra porte bien les marques d'une pastorale héroïque typique :
- Le géant Orion est souvent rattaché à la déesse de la chasse Diane, à qui sont soumis des nymphes et des bergers, réfugiés dans ses bois.
- Le nom pastoral « Palémon » du confident d'Orion, utilisé pour d’autres personnages bergers des opéras antérieurs : Vénus & Adonis (1697) ou Les Muses (1703).
- Quoique Pallante soit roi, l'intrigue d'Orion se déroule toujours dans un contexte champêtre, relatif à la nature ou à Diane : « une Campagne couverte de fleurs » (acte I), « un bois » (acte II, V), « l'embouchure du Nil » (acte III), « le Temple de Diane » (acte IV). Les tragédies lyriques, quant à elles, se déroulent plutôt au sein d'un royaume et contiennent souvent une portée politique très forte, e.g. Phaéton (1683), Théagène & Cariclée (1695) ou Polyxène & Pyrrhus (1706).

Le registre tragique
Jusqu'à la fin de l'acte III, l'opéra est chargé de ballets et sur le plan dramatique, les personnages évoquent plus les maux de l'amour que le dilemme fatal de l'œuvre. La vision effrayante d'Orion et l'oracle mortelle de Memnon laissent une trace moins importante dans l'acte I que le divertissement et sont peu évoquées dans les actes II et III.
La dimension fatale ne revient qu'à l'acte IV, durant lequel le dialogue entre les deux amants rappelle le trépas d'Orion ou de Pallante et la violence de Diane. Ensuite, Diane, rejetée par Orion, fait connaître son dilemme avec le monologue « Fatal Auteur de mes alarmes » et fait éclater sa fureur contre Alphise pour terminer l'acte IV.
L'acte V amplifie la noirceur du drame avec la colère que Diane éprouve contre l'Amour et sa confrontation avec Orion. La scène du sacrifice est davantage affligeante avec le mort de Pallante. Néanmoins, après les remords de Diane, la tragédie se termine bien avec une fin qui réunit les deux amants.

#### Traitement dramatique des personnages
Diane
Le personnage de Diane, introduite seulement au milieu de l'acte II, est sans doute le personnage le plus complexe de l'œuvre. Exemple typique du personnage d'enchanteresse amoureuse, dit « rôle à baguette » (e.g. Armide, Circé, Alcine), la déesse traverse des épisodes durant lesquels son état d'âme subit une évolution nette dans toute sa polarité. C'est surtout dans les deux derniers actes que le personnage de Diane évolue.
L'entrée de Diane dans l'acte II sert comme cause de divertissement, qui caractérise la « gloire » et la « victoire » de la déesse. Reconnue pour son inflexible rigueur contre l'amour, Diane éprouve dans l'acte III son déchirement entre sa fierté et son penchant pour Orion. La vierge divinité sent « les innocents plaisirs » qui font sa chasteté dérobés de son cœur. Malgré sa résistance, elle se laisse vaincre et emporter par l'amour lorsqu'elle confie son secret à Alphise. Dans l'acte IV, Diane, croyant qu'Orion l'aime toujours, est confrontée à son indifférence. Sa déception envers ce nouveau dilemme s'ajoute à la fureur lorsqu'elle découvre sa rivale. Dans l'acte final, Diane se plaint du supplice injurieux que lui prépare l'Amour. Elle cède enfin à ses « transports de haine et de rage » et n'aspire qu'à se venger. Néanmoins, elle se laisse attendrir par le sacrifice de Pallante. Ainsi, Diane reconnait sa perte contre l'Amour mais regagne son honneur en cédant Orion à sa rivale: « L'Amour a triomphé de moi ; Je triomphe de l'Amour même ».
Alphise
La nymphe Alphise, comme la déesse Diane, n'est introduite qu'à l'acte II où sa présence est brève. Néanmoins, Lafont consacre la majorité de l'acte III à développement de son personnage, la conduisant à travers plusieurs états d'âme. Également, Pellegrin lui accorde aussi de l'importance dans l'acte IV.
Lorsqu'elle rencontra Orion, Alphise ne fut point charmée par le jeune homme. Elle ne demeura pas longtemps insensible après qu'il l'eut courageusement sauvée. La nymphe refuse ses avances, mais reconnait secrètement en elle l'amour qui surgit : « Hélas ! plus je le vois, plus je crains de le voir ». Dans l'acte III, l'amour s'empare d'elle contre son gré. Alphise admet enfin son amour mais craint toutefois Diane. Lorsque celle-ci lui découvre qu'elle aussi en est amoureuse, Alphise feint l'indifférence lorsqu'elle croit que Diane lui va accorder Orion : « Je l'accepte avec peine ; Mais il doit m'être cher, quand je le tiens de vous ». Son humeur change lorsque l'équivoque est clarifiée. Dans son monologue poignant qui suit, elle fait écho au vers « Mon cœur trop plein de ce que j'aime » comme référence à Bérénice de Jean Racine : « Mon cœur trop plein de votre image ».
Dans l'acte IV, Orion s'inquiète du péril de sa bien-aimée, mais Alphise lui convainc de reposer sa foi sur l'Amour, qui « dictera sa réponse » lorsqu'elle sera contrainte à dire la vérité à Diane. Persuadée de sa mort, Alphise répondra qu'elle souhaite que Diane épargne Orion. Sa fidélité à Orion est encore rappelée dans l'acte V, « Je ne puis être avec ce que j'aime; Je ne dois chercher que la mort ».
Orion
Les auteurs ménagent au personnage d'Orion plusieurs moments dramatiques. Personnage central du drame, il apparaît dans tous les actes. Néanmoins, le développement de son personnage se trouve majoritairement aux deux premiers actes.
L'emplacement original du sommeil d'Orion, alarmé par son cauchemar, lui permet, au début de l'acte I, d'exposer le drame et de construire son caractère du jeune amant téméraire et galant, typique dans le genre (e.g. Cadmus, Persée, Athamas). Dans l'acte II, Orion éprouve l'horreur face à l'oracle fatal de Memnon. Persuadé de sa mort, il exprime sa bravoure en suppliant que les dieux épargnent la vie de son amante. Cet héroïsme s'affirme physiquement par son combat contre le monstre pour sauver Alphise. L'acte III montre la résolution d'Orion de trahir son ami Pallante au profit de l'amour.
Le monologue d'Orion qui commence l'acte IV déroute la direction du livret vers un ton plus sombre, tandis que le chasseur prépare la « triste et pompeuse Fête » du mariage de « son Rival ». Dans l'acte V, l'horreur qu'Orion éprouve face à l'autel de sacrifice est vaincue par sa volonté de « braver Jupiter même ». Cet aspect apparaît aussi chez le personnage de Persée qui, face à des épreuves difficiles, affronte et triomphe de ses obstacles par le courage (bien que chez Persée, le courage se manifeste plus par l'action que par la parole). Ainsi, son ascension avec Alphise vers les astres n'est pas sans rappeler de celle de Persée et Andromède dans l'opéra de Lully.
Pallante
Le personnage de Pallante, roi des Scythes, est le seul personnage inventé par les auteurs. L'avertissement inclus dans le livret justifie le choix de faire de lui roi des Scythes par l'intention de le mettre plus à portée d'avoir osé aimer Alphise. Dans la mythologie, les Scythes habitent un monde dominé par le frimas et sont des guerriers peu sensibles à l'amour en faveur de la gloire. Cette dimension d'homme d'armes a déjà été exploité dans l'opéra français (Roland, Alcide ou Tancrède). Pallante représente en effet l'antithèse de ce modèle, affirmant tout au long de la tragédie son amour pour Alphise.
D'ailleurs, son caractère « trop tendre pour un Scythe » couplé avec sa dimension dramatique peu variée le pourrait le reléguer au rang secondaire. Bien qu'il exprime sa soumission aux « traits vainqueurs » de l'amour dans l'acte I, ce n'est que vers la fin de l'acte III qu'il déclare sa flamme à Alphise. Sa déclaration toutefois estt partagée entre le dialogue de la nymphe avec Pallante et le divertissement. Pendant la fête, le librettiste confie l'expression amoureuse non au roi, mais à un Scythe qu'on peut considérer comme son double.
Jusqu'à la fin de l'acte IV, l'optimiste roi espérait d'être « Le plus heureux des Mortels ». Pellegrin arrive à rendre son personnage plus dramatique par son sacrifice dans l'acte V, l'un des moments touchants du livret. Tout en conservant son amour fidèle, Pallante réussit finalement par la mort à émouvoir sa bien-aimée : « Avec mon sang, je vois couler vos pleurs ; Mon sort est trop heureux. Je meurs. »

### Postérité littéraire: Diane et Cupidon

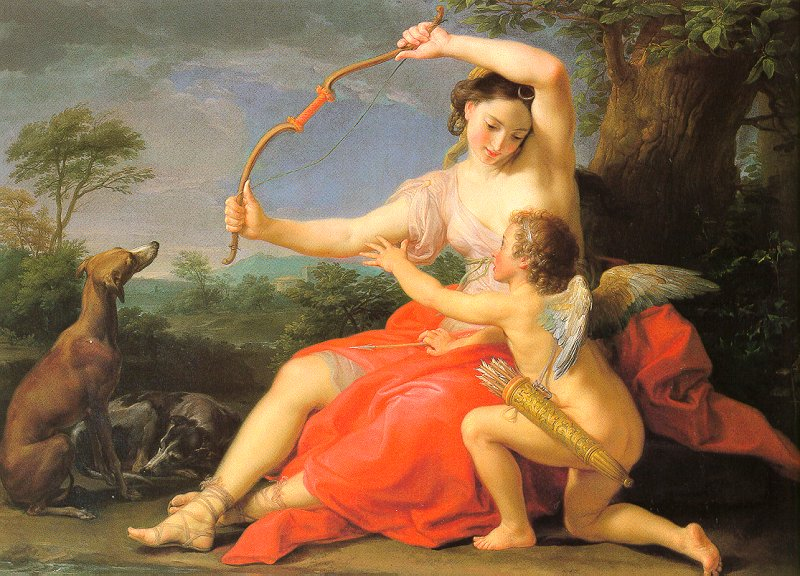
Diane & Cupidon (1761), huile sur toile de Pompeo Batoni, Metropolitan Museum of Art, New York

Le conflit entre Diane et l'Amour sera abordé de nouveaux par Simon-Joseph Pellegrin dans son livret pour Hippolyte & Aricie de Jean-Philippe Rameau. Lucien de Samosate évoque cette opposition dans ses Dialogues des Dieux (IIe siècle EC) lors d'une discussion entre Vénus et Cupidon. Dans ce dialogue, l’Amour évoque sa crainte contre Minerve, dotée d'un « regard terrible, & est effroyable avec son casque & bouclier ». Ironiquement, Minerve dans le prologue d'Orion est favorable à Cupidon. Diane dans le dialogue est évoquée comme étant préoccupée par l’amour de la chasse, qui se passe dans les forêts où Cupidon peine à suivre la déesse. Cependant, Diane manifeste un amour jaloux violemment dans Orion, justifié par les auteurs en citant Noël le Comte. En effet, le grammairien Dioclès (aussi connu sous le nom de « Tyrannion le Jeune ») rapporte que Diane aurait aimé épouser Orion.
Dans Hippolyte & Aricie, Jupiter et l'Amour reparaissent pour une nouvelle fois dans le prologue, avec Diane comme personnage principal. Cette fois, il s’agit du lieu de culte de Diane qui est envahi et défié par Cupidon. La déesse implore Jupiter de la soutenir, mais celui-ci, comme dans le prologue d'Orion, est favorable à Cupidon et le justifie par le même arrêt du destin. Alors, on retrouve de nouveau Diane qui accorde à ses nymphes la liberté d'aimer et la fête consacrée à l’Amour. La déesse jure à protéger Hippolyte et Aricie, mais refusant « d'abaisser sa fierté », ne reste pas pour observer la fête. Tout au long de l'opéra, elle joue le rôle de protectrice de l'amour tout en restant indifférente à ce sentiment.

## Analyse musicale
Contrairement à la plupart de ses contemporains, comme Toussaint Bertin de la Doué, Charles-Hubert Gervais ou André Campra, Louis Lacoste rejette l'italianisme dans sa musique et rend hommage à l'école française traditionnelle que Jean-Baptiste Lully championnait. Pourtant, Lacoste s'approprie de cette esthétique tout en déployant son originalité par une écriture instrumentale « très fine et caractérisée » tout au long de sa carrière. L'écriture vocale dans Orion se démarque de ses quatre premiers opéras à l'Académie en étant plus virtuose et lyrique (déjà depuis Télégone).

### Musique instrumentale
Emploi des procédés traditionnels
L'écriture instrumentale d'Orion respecte pour la plupart du temps les conventions de la tragédie lyrique. Lacoste montre sa maîtrise de plusieurs genres de danse pour soutenir les divertissements fort développés de l'opéra : Sarabande, Bourrée, Menuet, Passepieds, Gigue, Chaconne, Passacaille, Marche.

Les tonalités sont simples mais variées : Le divertissement du Prologue est baigné dans deux climats, l'un dans les tons de Sol, l'autre en Do majeur. Celui de l'acte I est dans le ton lumineux de Do majeur, qui contraste avec le Do mineur de l'oracle à la suite du divertissement. Le contraste entre les tons homonymes apparaît aussi dans l'acte III par la modulation de La majeur à la mineur dans la Chaconne. Respectivement, les divertissements de l'acte II et celui de l'acte IV sont généralement en Ré Majeur et en Sol mineur, tonalités qui conviennent selon Jean-Philippe Rameau « à la douceur et à la tendresse ». Celui de l'acte V est entièrement en Fa majeur. 

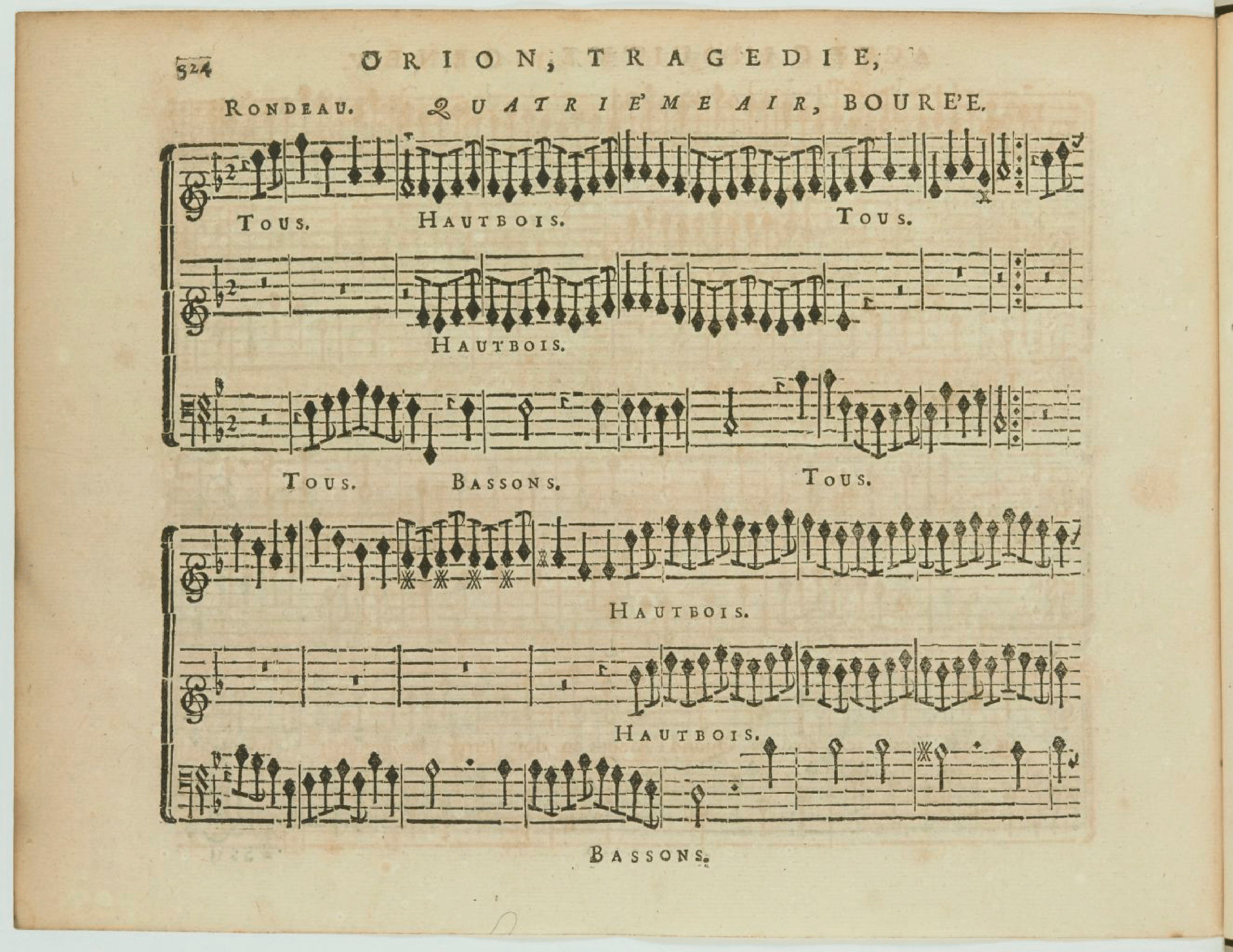
Les danses dOrion peuvent aussi être « atypiques », tel le remarque la musicologue Patricia Ranum sur cette Bourrée (acte V), dont les notes inégales et sauts de notes reflètent la pratique musicale française au début du XVIIIe siècle.

Le compositeur utilise également des ritournelles ou des préludes pour introduire des airs ou des personnages. L'ouverture à la française de l'opéra est aussi conforme au schéma du type AABB de deux mouvements : Lent (A) puis rapide (B).
Un instrumentarium varié
Lacoste emploie une instrumentation qui confie à l'opéra une atmosphère champêtre pour correspondre à la dimension pastorale du livret. Ainsi, on peut repérer plusieurs usages du hautbois, notamment en duo dans un trio (Prélude pour Vénus - prologue ; Marche pour Diane - acte II). Le basson est employé dans son registre aiguë comme timbre soliste, distingué de la basse continue (Chaconne - acte III).
Le compositeur emploie la flûte traversière pour cultiver des mélodies ornementées qui caractérisent les tourments de Diane (Ritournelle - Acte V) ou d'Alphise (Prélude - acte III). On la retrouve aussi comme timbre soliste avec basse continue dans un contexte plus joyeux (« Triomphez puissante Déesse » - acte V).
La trompette est intégrée au prologue dans le prélude de Minerve, mais elle est surtout présente à l'acte I dans les danses (Marche ; Gigue) ou dans le chœur « Reçois nos chants de victoire », auquel se joignent également des timbales. On retrouve aussi à l'acte II le cor de chasse qui joue un leitmotiv qui sera constamment repris dans l'acte.
Lacoste précise pour plusieurs morceaux l'utilisation du timbre du violon et n'hésite pas à employer la sourdine (Deuxième Air - Acte IV). Le violon est aussi utilisé comme la voix grave dans les trios, alors que deux vents prennent les voix supérieures.
Langage harmonique et écriture mélodique
Le trio du sommeil d'Orion (acte I) est un exemple de peinture musicale. Pour caractériser le rêve, le compositeur confie à l'instrumentation douce (flûte, violon, basson) un ostinato rythmique composé des valeurs blanche et croche. À ce procédé, il ajoute des traits-fusées et élève la nuance afin de caractériser la violence de Diane. Enfin, pour ajouter l'angoisse à ce figuralisme, le compositeur pimente l'orchestre avec quelques chromatismes (voir audio).
Sur le plan harmonique, Orion reste généralement conservateur et simple. Les modulations vont communément vers la relative mineure ou majeure, le Ve, IVe ou IIde degré. Cependant, Lacoste emploie parfois le chromatisme ainsi que des septièmes ou neuvièmes préparées afin de donner plus d'expressivité à l'orchestre. Ces procédés sont plus utilisés dans les parties accompagnatrices d'airs vocaux que dans les morceaux purement instrumentaux (« Que tu me fais souffrir » ; « Fatal Auteur de mes alarmes » - acte IV).
Les divertissement pastoraux de cet opéra sont également des occasions pour insérer des basses en bourdon. D'un point de vue fonctionnel, on constate que les basses dans l'air « Joignez les Tambours » (acte I) et le Troisième Air (acte III) alternent entre la tonique et la dominante.
Lacoste joue aussi avec les intervalles par des sauts de sixte et d'octave, particulièrement dans le Premier Air en Passacaille (acte IV). Il emploie également la tierce diminuée dans la basse de l'oracle de Memnon « Le Destin dont je suis l'interprète » (acte I) pour signifier la mort, fonction que Marc-Antoine Charpentier attribue aussi à cet intervalle.

### Airs instrumentaux
| Prologue - Scène 1: Ouverture (Sol mineur) - Scène 1: Prélude pour Vénus, Trio d'Hautbois (Sol majeur) - Scène 2: Marche de Triomphe (Sol majeur) - Scène 2: Premier Air, Sarabande (Sol majeur) - Scène 2: Deuxième Air (Sol mineur) - Scène 2: Troisième Air, Bourrée (Sol mineur) - Scène 2: Quatrième Air, Trio d'Hautbois (Sol mineur) - Scène 3: Air pour les Héros, Rondeau (Do majeur) - Scène 3: Premier Menuet (Do majeur) - Scène 3: Deuxième Menuet (Do majeur) | Acte I - Scène 1: Sommeil d'Orion, Trio de Flûtes & de Violons (Sol mineur) - Scène 3: Ritournelle pour Phosphore (Do majeur) - Scène 3: Marche, Trio de Trompettes & d'Hautbois (Do majeur) [Supplément] - Scène 3: Bourrée (Do majeur) - Scène 3: Air des Drapeaux (Do majeur) - Scène 3: Passepieds, Premier & second (Do majeur) - Scène 3: Gigue, Timbales & Trompettes (Do majeur) [Supplément] |

| Acte II - Scène 1: Prélude, pour Orion (Fa majeur) - Scène 1: Bruits de Cors, & la Suite (Ré majeur) - Scène 3: Marche, pour Diane, Trio d'Hautbois (Ré majeur) - Scène 3: Premier Air, Rondeau (Ré mineur) - Scène 3: Deuxième Air, Violons & Hautbois, alternativement (Ré majeur) - Scène 3: Troisième Air, Trio avec Basson (Ré majeur) - Scène 3: Premier Passepied (Ré majeur) - Scène 3: Deuxième Passepied (Ré mineur) | Acte III - Scène 1: Prélude pour Alphise, Trio de Flûtes (Sol mineur) - Scène 4: Prélude pour Diane (Ré mineur) - Scène 7: Marche des Scythes (Do majeur) - Scène 7: Premier Air pour les Scythes (La majeur) - Scène 7: Chaconne (La majeur) - Scène 7: Air de la Suite de la Chaconne, Trio d'Hautbois (La majeur) [Supplément] |

| Acte IV - Scène 1: Ritournelle, pour Orion, Trio (Do mineur) - Scène 4: Prélude, pour Diane (Ré mineur) - Scène 5: Marche pour les Nymphes, Trio de Flûtes (Sol mineur) - Scène 5: Premier Air en Passacaille, Trio (Sol mineur) - Scène 5: Deuxième Air, Rondeau (Sol majeur) - Scène 5: Gavotte, Rondeau (Sol mineur) - Scène 5: Troisième Air (Sol mineur) - Scène 5: Premier Menuet, Violons, Hautbois & Basson (Sol mineur) - Scène 5: Deuxième Menuet, Rondeau (Sol mineur) - Scène 6: Entr'acte (Sol majeur) | Acte V - Scène 1: Ritournelle, pour Diane, Trio, Flûtes & Violons (Mi mineur) - Scène 5: Entrée des Peuples Thébains (Fa majeur) - Scène 5: Premier Air, pour les mêmes (Fa majeur) - Scène 5: Deuxième Air (Fa majeur) - Scène 5: Troisième Air (Fa majeur) - Scène 5: Quatrième Air en Rondeau, Bourrée, Trio d'Hautbois (Fa majeur) - Scène 6: Prélude, pour l'Hymen, Trio d'Hautbois (Fa majeur) |

### Musique vocale
Une écriture polyphonique développée

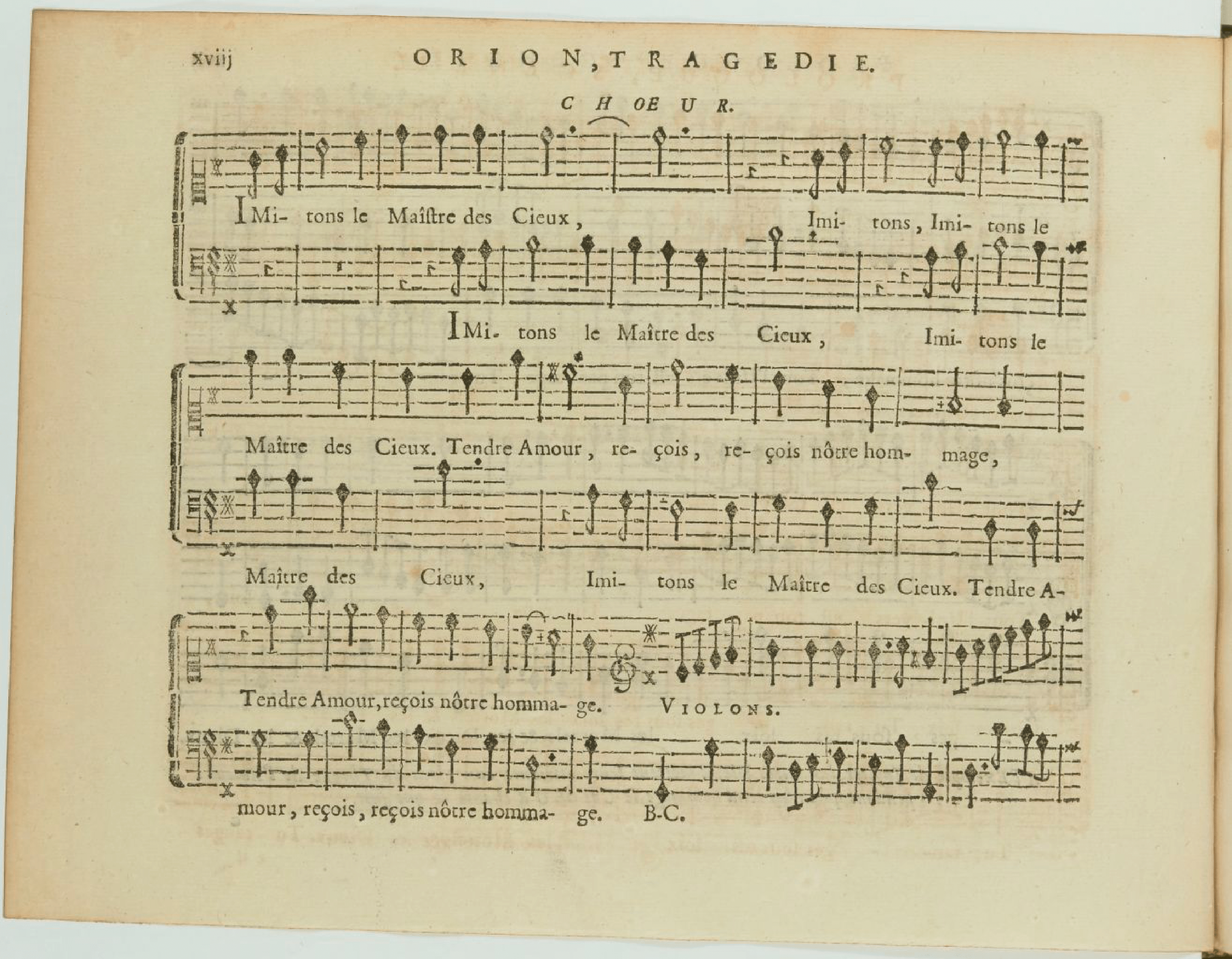
L'écriture contrapuntique peut être trouvée dès le prologue de l'opéra, dans le chœur « Imitons le Maître des Cieux ».

Lacoste aborde la technique du contrepoint par les chœurs d'Orion de façon nettement plus développée que les opéras de Lully et de ses successeurs initiaux. Lacoste n'est pas singulier dans ce cas : on peut constater qu'à partir du XVIIIe siècle, ce style se cristallise avec des compositeurs comme André Campra ou André Cardinal Destouches. En 1726, l'arrivée de François Francœur et François Rebel à l'Opéra avec Pyrame & Thisbé l'augmente à un plus haut degré. Malgré le fait que tout ce qui nous reste est une partition réduite, il est observable que le chœur « Que du nom de Diane » (acte IV), établit un dialogue mélismastique entre le Dessus et la Basse. À ces longues vocalises, se mêlent aussi des sections homorythmiques, des parties purement instrumentales et un effectif en trio : Dessus, Dessus 2 et Haute-contre.
Le fait que le livret n'offre pas d'occasions pour avoir des trio uniquement masculins (Basse-taille, Taille, Haute-contre) est peut-être regrettable. Les duos entre Pallante et Orion à l'acte I, combinés ou pas avec le chœur, comblent en quelque sorte ce manque. Concernant les duos, on trouve un pour deux Nymphes, homorythmique et avec un accompagnement léger au violon : « Sans l'indifférence » (acte II).
Des vocalistes exacerbés
Au XVIIIe siècle, le public de l'Opéra commença à favoriser nettement les vocalises virtuosées avec un penchant à l'italianisme. On recrutait des chanteurs auxquels on confiait des airs très exigeants vocalement. Par exemple, en 1716, lors d'une représentation d'Ajax de Bertin de la Doué, la Haute-contre avignonnaise Louis/Claude Murayre chanta un air pour le castrat mezzo-soprano Nicolini dans sa tonalité originale.
Ainsi, il n'est pas surprenant que Lacoste cède à cette tendance, quoique le compositeur exige nettement moins la virtuosité et néglige l'influence italienne. Il donne surtout l'occasion de briller à la cantatrice Petitpas, qui se distingue par ses qualités vocales, tant par les airs d'opéra ou de cantate. L'air « Souveraine des Bois » (acte II) permet de montrer sa maîtrise de l'ornementation, tandis que « Digne Sœur du Père du jour » (acte II) et « Dieu d'Hymen, après mille peines » (acte V) montrent ses qualités de colorature. L'actrice principale Marie Antier et sa doublure Julie Eeremans trouvent aussi des moments pour montrer leurs compétences. La première exploite son registre grave et emploie des traits-fusées dans l'air « J'ai triomphé d'un Monstre affreux » (acte II). La seconde montre sa légèreté vocale par de grandes vocalises dans les airs « Tout rit » et « Battez Tambours » de l'acte I.
Chez les hommes, Denis-François Tribou, une haute-contre traditionnelle, reçoit quelques vocalises héroïques dans le récit « Je goûtais le repos... » (acte I) et l'air « Fille du Dieu puissant... » (acte IV). Claude Chassé trouve aussi des occasions pour montrer sa grande étendue et sa souplesse vocale par les vocalises et traits-fusées dans les airs « Ô Vous que le Destin... » (prologue) et « Unissez vos voix » (acte III).
Lacoste accorde aussi cette dimension chantante et virtuose aux duos, comme celui entre Orion et Alphise « Vole, Amour... » (acte IV), remarquable par ses attaques dans l'aigu des chanteurs et les mélismes en triolet.
Le chant au support du drame

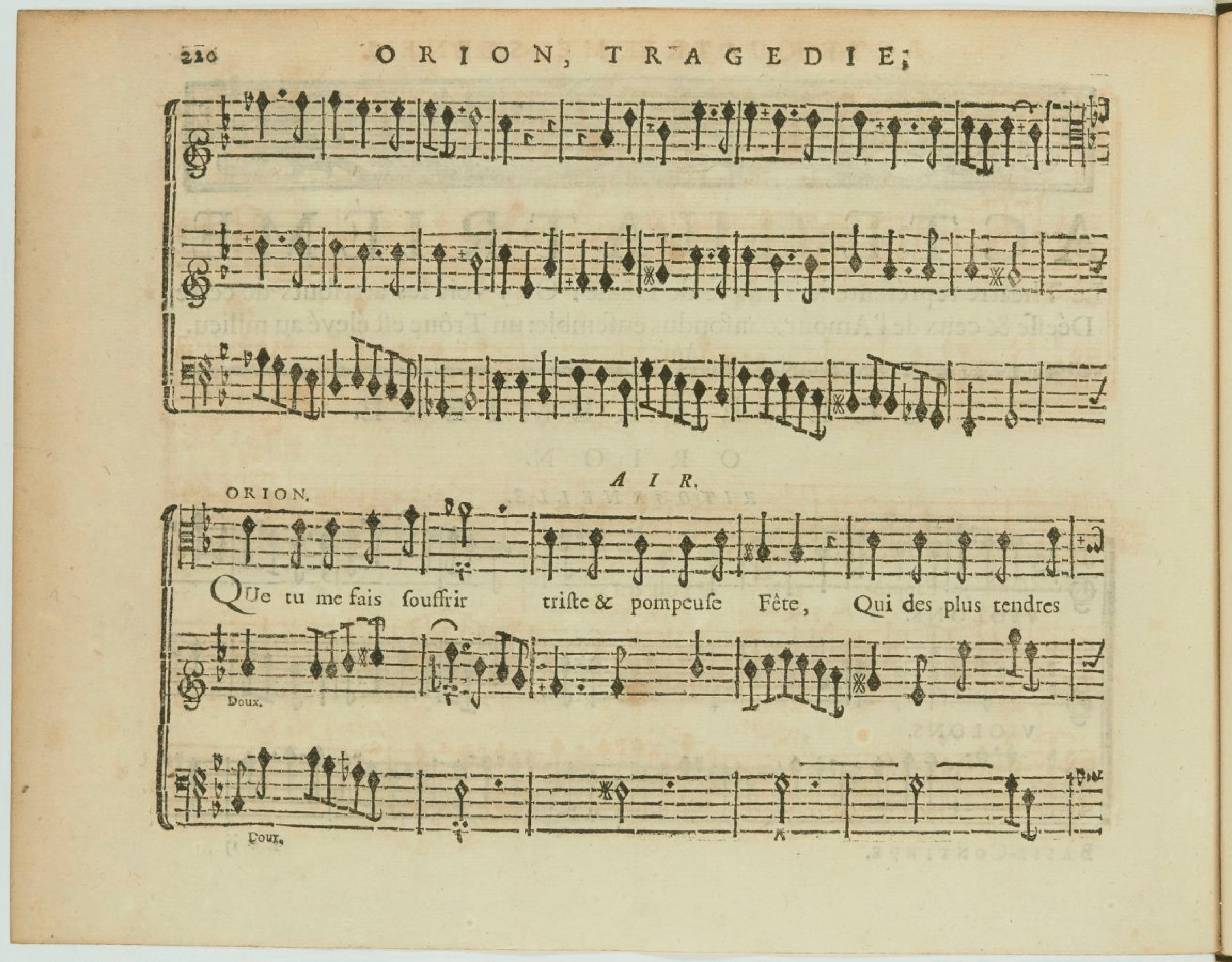
Le Rondeau « Que tu me fais souffrir... » (acte IV) dépeint la langueur d'Orion par la phrase qui l'ouvre sur une mélodie conjointe et ascendante dans le registre aigu.

Les morceaux que Lacoste fournit aux chanteurs permettent aussi de renforcer les qualités dramatiques des personnages : 
Unique haute-contre de la distribution, le rôle d'Orion reçoit plusieurs grandes pièces vocales sous diverses formes : par exemple, le récitatif sec « Mon bonheur passe mon attente » (acte III) qui par l'absence des ornementations complexes et les changements de métriques, rapproche le chant à la prosodie de la tragédie parlée. Quant à l'air accompagné « Amour si la Beauté... » (acte I) qui fait un écho à « Bois épais... » d'Amadis par sa forme AABB, le morceau exprime la tendresse du personnage par des trilles ou des ports de voix, variables lors des reprises.
Le rôle de Diane est aussi particulièrement soigné musicalement. Sa douleur est traduite dans le Rondeau « Fatal Auteur de mes alarmes » (acte IV) par les intervalles de sixte ou de quarte attaqués violemment ou par les coulés et la chute de voix métaphoriques sur le mot « couler ». Elle exprime aussi sa fureur dans son duo avec Orion « Transports de haine & de rage » (acte V), air syllabique et marqué, ponctué avec de rapides vocalises.
Les rôles d'Alphise et de Pallante disposent de moins d'occasions pour exprimer la qualité dramatique du livret dans leurs airs, plus focalisés sur le caractère chantant. Néanmoins, la nymphe dispose de trilles et de lignes ascendantes pour montrer sa passion ardente pour Orion dans son monologue « Qu'ai-je entendu... » (acte III) tandis que Pallante balance entre sa tendresse pour Alphise par des ports de voix et sa violence contre les dieux par des attaques dans l'aigu dans son récitatif sec à l'acte V.

### Airs à chanter
En raison de la réduction de l'œuvre, quelques airs à chanter publiés dans la partition furent supprimés lors des représentations de l'œuvre, ce qui atteste le livret. Les récits accompagnés « Je goûtais le repos... » et « L'effroi qu'un songe affreux m'inspire » (I, 1) et le morceau « Fille du Dieu puissant... » (IV, 5) d'Orion, ainsi que l'air accompagné « C'est trop à ma fierté... » (III, 5) de Diane ne sont pas dans la liste de la partition, malgré leur forme distincte.
| Prologue - Scène 1: « Hâtez-vous, préparez ces lieux » (Vénus) - Scène 2: « Ô Vous que le Destin a soumis à ma loi [...] Imitez le Maître des Cieux » (Jupiter, Chœur) - Scène 2: « Au tendre Amour cédez la victoire » (Vénus) - Scène 3: « Régnez sans cesse » (une Suivante de Minerve) - Scène 3: « Dieu de Cythère » (une Suivante de Minerve) - Scène 3: « Que ce superbe cœur gémisse dans mes chaînes » (Vénus, l'Amour) - Scène 3: « Malgré son injuste rigueur » (l'Amour) | Acte I - Scène 1: « Que vois je ? un faible jour luit à peine à mes yeux » (Palémon) - Scène 1: « Amour, si la Beauté dont tu flattes mes vœux » (Orion)* - Scène 2: « L'Amour quand il lui plaît, lance ses traits vainqueurs » (Pallante) - Scène 2: « Pour remplir du Destin la volonté suprême » (Pallante) - Scène 2: « Vous espérez la récompense » (Orion)* - Scène 2: « Amour, cruel Amour, désarme tes rigueurs » (Orion, Pallante) - Scène 3: « Peuples, voici l'heureux instant [...] Joignez les Tambours » (Phosphore)* - Scène 3: « Tout rit, tout fleurit dans vos retraites » (une Thébaine) - Scène 3: « Battez Tambours, sonnez Trompettes » (une Thébaine) - Scène 4: « Venez éclairez l'Univers » (Phosphore, Orion, Pallante, Chœur) - Scène 4: « Sur toi, de la Parque inhumaine » (Aurore)* - Scène 5: « Invincible fils de l'Aurore » (Orion, Pallante) - Scène 5: « Le Destin dont je suis l'interprète » (Oracle) |

| Acte II - Scène 1: « Pourquoi, faut-il, hélas ! que mon cœur se partage » (Orion)* - Scène 2: « Vous avez en votre puissance » (Orion) - Scène 2: « Si j'en crois votre bouche, au plus charmant des Dieux » (Orion) - Scène 2: « Vous deviendrez sensible à ma fidèle ardeur » (Orion) - Scène 2: « Non, non, ne vous flattez point que je porte ses chaînes » (Alphise, Orion) - Scène 3: « J'ai triomphé d'un Monstre affreux » (Diane) - Scène 3: « Sans l'indifférence » (deux Nymphes) - Scène 3: « Souveraine des bois, quelle est votre puissance » (une Nymphe)* - Scène 3: « Jupiter s'arme de ses traits » (une Nymphe) - Scène 3: « Digne Sœur du Père du jour » (une Nymphe)* | Acte III - Scène 1: « Qu'ai-je entendu ? tout m'apprend en ces lieux » (Alphise) - Scène 4: « Vas-tu m'abandonner, Repos si plein de charmes » (Diane) - Scène 5: « Pourquoi rougir d'une faiblesse ? » (Alphise) - Scène 6: « Objet de tous mes vœux, un autre aurait ma foi » (Alphise) - Scène 7: « C'est peu de revoir ce qu'on aime » (Pallante) - Scène 7: « Dans le sein des frimats » (Pallante) - Scène 7: « J'abandonne mon âme aux transports les plus doux » (Pallante) - Scène 8: « Unissez vos voix, chantez tous » (Pallante) - Scène 8: « Dans nos climats » (un Scythe) |

| Acte IV - Scène 1: « Que tu me fais souffrir, triste & pompeuse Fête » (Orion) - Scène 2: « Qu'ils ont d'attraits pour votre Amant » (Orion) - Scène 2: « Vole, Amour, viens nous secourir » (Orion, Alphise) - Scène 4: « Fatal Auteur de mes alarmes » (Diane) - Scène 5: « Rien n'est si doux sur la terre » (Trio de Nymphes)* - Scène 5: « Vos bois ont été nos asiles » (une Nymphe)* - Scène 5: « Sans peine l'Amour m’entraîne » (une Nymphe) - Scène 6: « Tremblez, l'Amour jaloux, de mon âme s'empare » (Diane) | Acte V - Scène 1: « Amour, redoutable vainqueur » (Diane) - Scène 2: « Transports de haine & de rage » (Diane, Orion) - Scène 4: « Quoi ! je ne vois couler que du sang & des larmes » (Diane) - Scène 4: « L'Amour m'a soumise à sa loi » (Diane) - Scène 4: « Ô Triomphe nouveau, digne d'une Immortelle » (Orion, Alphise)* - Scène 4: « Triomphez puissante Déesse » (Alphise) [Supplément]* - Scène 4: « Habitants fortunés de ce charmant séjour » (Orion)* - Scène 5: « Rassemblez-vous, Plaisirs aimables » (une Nymphe, Chœur)* - Scène 5: « Dieu d'Hymen, après mille peines » (une Nymphe)* |

*: airs dont les paroles ne figurent pas dans le livret